# GALS POLICE 24時
『GALS POLICE 24時』（ギャルズポリスにじゅうよじ）は、たべ・こーじによる日本の漫画。『ヤングアニマル嵐』（白泉社）にて2011年No.8から2013年No.3まで連載された。単行本は全2巻。

## 概要
キャッチコピーは「痛快☆姐GALコメディ!!!!!!!!（つうかいあねギャルコメディ）」「オメーら、逮捕されてーのか!?」。基本的に1話完結方式で物語が進む。
厚化粧で日焼けで、いわゆるコギャル風の女性警察官の2人組が、警察官らしからぬ身嗜み・言動・行動・素振りを見せながらも、巡回をして軽犯罪（未遂含む）やそれに近い行動を阻止しながら人助けをし、解決していく「エロティック・警察漫画」。主人公をはじめとする女性キャラクターの服装や性的行動による、刺激的かつ過激な描写が非常に多い作風が特徴の青年向け漫画（ただし、性的描写がやや軽減されている話もある）。世相を風刺するネタや時事ネタ、日常や季節に関するネタ（夏祭りやコスプレイベント、温泉やスポーツなど）、が多く盛り込まれており、とくに本作で扱われている犯罪のテーマが、万引きや性風俗店の摘発、盗撮など幅広く扱われている。犯罪を取り締まるやり方がSMプレイじみたバイオレンスな描写も入っている。

## あらすじ
人情あふれるといわれる街・香志和（かしわ）。この街の安全を守る香志和警察署の隣にある特別交番には、見た目はギャルでフェロモン全開・長身SEXYボディの2人の女性警察官・黒髪の冴花（さえか）、金髪（茶髪?）の紗耶（さや）が勤務しており、通称「ポリ姐（ポリねえ）」と呼ばれ、町の住民から慕われている。その2人組みがやる気のなさそうな態度を見せながらも、軽犯罪の取り締まりや人助けまで、SM染みた制裁を含めて次々と解決していく。

## 登場人物

### ポリ姐
本作の主人公である、香志和警察署付近の特別交番に勤務する女性警察官の2人組の通称。共通する趣味は、勤務終了後にクラブに行くこと。
冴花（さえか）
黒髪で色白の厚化粧のギャル警官。性格はやや暴力的。バイリンガルで英語が堪能であり、それを外国人観光客の通訳をするところもある。身長178cm。
紗耶（さや）
金髪（もしくは茶髪）で色黒（日焼け）の厚化粧のギャル警官。若干レズビアン気質もあり、冴花の言動からAV鑑賞も趣味らしい。一方で「桜満開がいい」と感想を漏らすなど、ロマンティストな一面もある。身長176cm。

## 単行本
- たべ・こーじ 『GALS POLICE 24時』白泉社〈ジェッツコミックス〉 全2巻[1]
  1. 2012年7月28日第1刷発行 ISBN 978-4-592-14765-7
  2. 2013年5月29日第1刷発行 ISBN 978-4-592-14766-4